# 宇宙からの脱出
『宇宙からの脱出』（うちゅうからのだっしゅつ、Marooned）は、マーティン・ケイディンが1964年に発表した小説と、それを原作とする1969年に公開されたアメリカ映画である。

## 小説

### 概要
宇宙開発関係の著書を多く著していたマーティン・ケイディンが、1964年に発表した小説である。東西冷戦下の宇宙開発競争のさなか、宇宙空間で帰還不能に陥ったマーキュリー宇宙船を、実験段階だったジェミニ宇宙船と、ソ連のボストーク宇宙船が救出する物語であった。後述のように、1969年に当時の実情に合わせた脚色がなされて映画化されるが、その際、小説も映画の内容に沿って書き改められ出版された。日本で出版された早川書房版も、この改訂版に基づいている。

### 出版
- マーティン・ケイディン 著、矢野徹 訳『宇宙からの脱出』早川書房〈ハヤカワ・ノヴェルズ〉、1970年。
- Caidin, Martin (1964) (英語). Marooned. E. P. Dutton & Co., Inc.
- Caidin, Martin (1969-1-1) (英語). Marooned. Batman

## 映画

### ストーリー
ヒューストン基地から打ち上げられた、プルエット、ストーン、ロイドの三宇宙飛行士の乗った宇宙船アイアンマン1号は、最初の宇宙ステーションの設置作業をおこなっていたが、原因不明の故障のため帰還不能になってしまった。地上では責任者キースの努力にもかかわらず、有効な手立てが打てなかった。そこで、最後の手段として飛行士ダウティを急遽用意したリフティングボディに乗せ、タイタン・ロケットを使用し打ち上げて救助に向かわせようとするが、その時、皮肉にもハリケーンが接近、その予想進路上にヒューストン基地がある事が判明した。
そのため救援ロケット発射時刻にはハリケーンの接近により暴風雨が吹き荒れ3人を救う救援ロケットの発射ができなくなってしまう。もはやその事態は絶望的かと思えた。その間、宇宙では欠乏しつつある酸素を節約していたが遂にその節約も限界に陥る。残る手段はアメリカ合衆国のアイアンマン1号の船長として1つしか残っていなかった。２人を救うため、プルエット船長が船外で修理をすると嘘をつき、自ら命綱を切断し宇宙空間へ消えて行くという悲しい結末に終わる。
一方、地上ではヒューストン基地上空をハリケーンの目が通過するという奇跡が管制室に急遽報告された。ハリケーンの目の中に入ればその間はまさに無風、ヒューストンに乗組員を救う千載一遇のチャンスが訪れる。責任者キースはハリケーンの目が基地上空に来た瞬間に救助船ロケットを打ち上げればまだ何とか2人を救う事は可能だとヒューストン基地は神にも祈る気持ちとなる。そのころ、事態を見守っていたソ連も宇宙船を打ち上げていた。ソビエトの救助船の乗組員は、酸素が欠乏し息も絶え絶えとなるアイアンマン1号の乗組員の1人に静かに近づき酸素のホースをつなぐ。呼吸は復活しその命は長らえた。そしてアメリカ、ソビエトの両者は協力してアイアンマン1号の乗組員を救出する事に見事に成功をする。

### 概要
1964年にマーティン・ケイディンが発表した小説を、『荒野の七人』や『大脱走』を手がけたジョン・スタージェスの監督により映画化された作品である。前述の通り、元々の原作は宇宙空間で帰還不能に陥ったマーキュリー宇宙船を、実験段階だったジェミニ宇宙船と、ソ連のボストーク宇宙船が救出する物語であった。しかし、映画製作当時はアポロ計画が進行しており、アポロ宇宙船が帰還できなくなる内容に脚色され、アメリカではアポロ11号の月面着陸成功から4ヶ月弱後に公開された。日本での公開直後には、偶然にもアポロ13号の事故が起こっている。
配役は地上の責任者にグレゴリー・ペック、アイアンマン1号の飛行士にリチャード・クレンナ、ジェームズ・フランシスカス、ジーン・ハックマン、3人を救出に向かう飛行士に『逃亡者』のデヴィッド・ジャンセンなどであった。
撮影は『ウエスト・サイド物語』でアカデミー撮影賞を受賞したダニエル・L・ファップ、美術はアカデミー美術賞を5回受賞しているライル・R・ウィーラーが努めた。特撮は、視覚効果をロビー・ロビンソンが担当し、本作はアカデミー視覚効果賞を受賞した。その他、同撮影賞と音響賞にもノミネートされている。

### キャスト
| 役名                 | 俳優                       | 日本語吹替  | 日本語吹替   | 日本語吹替 |
| 役名                 | 俳優                       | NETテレビ版 | テレビ朝日版 | 東京12ch版 |
| -------------------- | -------------------------- | ----------- | ------------ | ---------- |
| チャールズ・キース   | グレゴリー・ペック         | 城達也      | 城達也       | 城達也     |
| ジム・プルエット     | リチャード・クレンナ       | 羽佐間道夫  | 羽佐間道夫   | 小林勝彦   |
| テッド・ドゥハティ   | デヴィッド・ジャンセン     | 田口計      | 田口計       | 睦五朗     |
| クレイトン・ストーン | ジェームズ・フランシスカス | 広川太一郎  | 中田浩二     | 伊武雅之   |
| バズ・ロイド         | ジーン・ハックマン         | 穂積隆信    | 穂積隆信     | 光枝明彦   |
| セリア・プルエット   | リー・グラント             |             |              | 沢田敏子   |
| テレサ・ストーン     | ナンシー・コヴァック       |             |              |            |
| ベティ・ロイド       | マリエット・ハートレイ     |             |              |            |

- NETテレビ版：初回放送1975年5月3日、10日『土曜映画劇場』21:00-22:24
- テレビ朝日版：初回放送1977年8月21日『日曜洋画劇場』21:00-22:54
- 東京12ch版：初回放送1980年6月3日『火曜特別ロードショー』20:06-22:24 ※ノーカット放送

### スタッフ
- 監督：ジョン・スタージェス
- 製作：M・J・フランコヴィッチ
- 製作補：フランク・キャプラ・Jr
- 原作：マーティン・ケイディン
- 脚本：メイヨ・サイモン
- 美術：ライル・R・ウィーラー
- 撮影：ダニエル・L・ファップ
- 編集：ウォルター・トンプソン